# St. Antonius (Münchwilen)

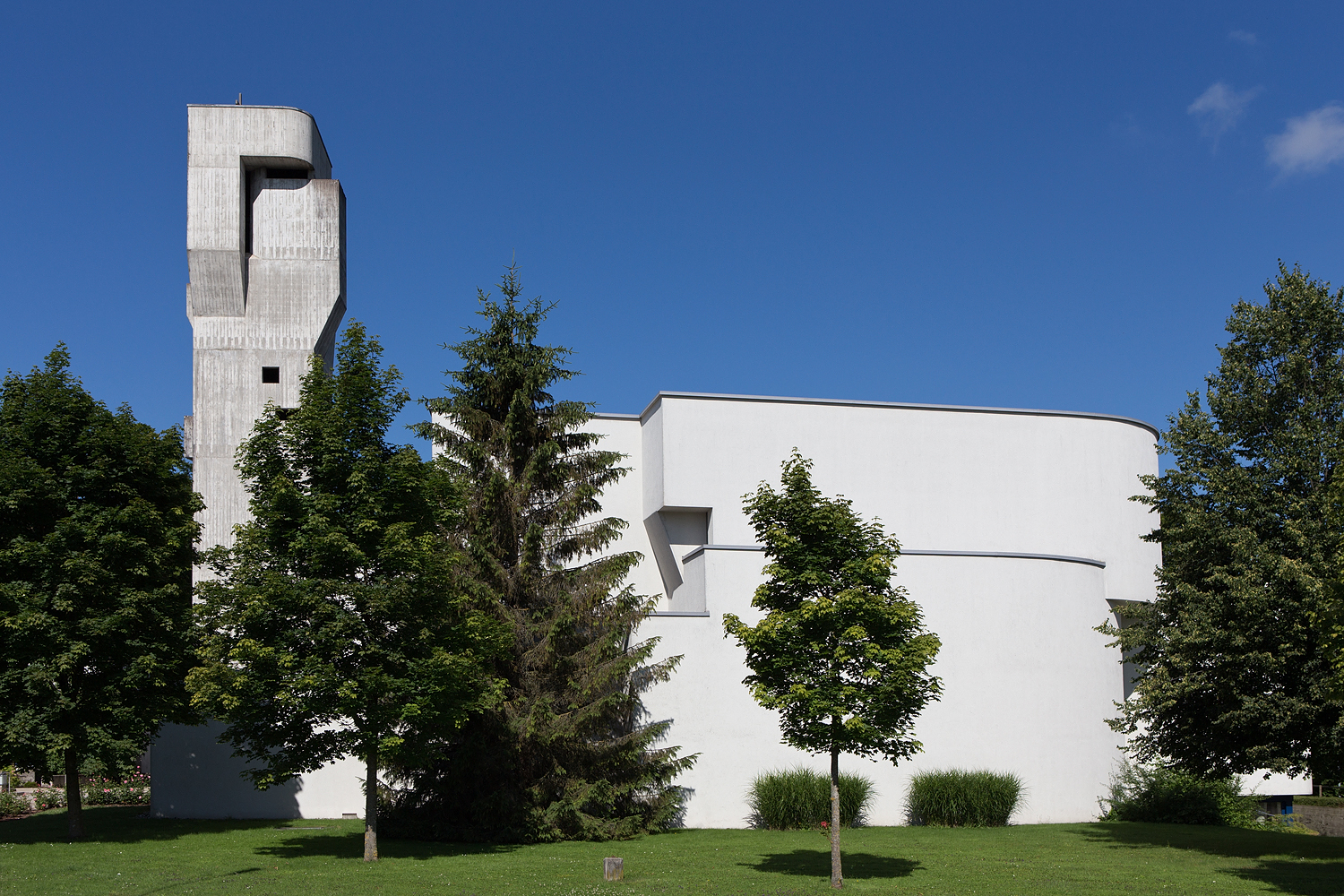
Kirche St. Antonius

Die Kirche St. Antonius ist die römisch-katholische Pfarrkirche von Münchwilen im Kanton Thurgau. Sie steht im Ortszentrum an der Waldeggstrasse 9.

## Geschichte

### Vorgeschichte
Im Jahr 1228 wurde erstmals urkundlich ein Seelsorgeposten in Sirnach erwähnt. Bis zum Jahr 1679 betreuten Geistliche aus dem Kloster Fischingen die Pfarrei Sirnach. Nach dem Zweiten Kappelerkrieg 1531 wurde die Kirche Sirnach sowohl den Katholiken als auch den Reformierten zur paritätischen Benutzung überantwortet. Bis 1829 erfolgte die Wahl des Pfarrers durch das Domkapitel Konstanz. Bereits Ende des 19. Jahrhunderts gab es erste Bestrebungen, die paritätische Nutzung der alten Kirche zu lösen, da die Kirche infolge der wachsenden Bevölkerung für beide Konfessionen nicht mehr ausreichte. 1934 entschieden die beiden Konfessionen, dass die Kirche von Sirnach der katholischen Pfarrei überlassen wurde, und die reformierte Kirchgemeinde baute in Sirnach, Münchwilen und Eschlikon drei neue Kirchen.
Münchwilen war bereits im Mittelalter einmal eine Pfarrei gewesen. Der kirchliche Mittelpunkt lag jedoch in St. Margarethen. Im 15. Jahrhundert verschmolzen die beiden Pfarreien Sirnach und St. Margarethen zusammen zu einer einzigen Gemeinde. Infolge der Industrialisierung erlebte Münchwilen Ende des 19. Jahrhunderts einen Aufschwung und eine Zunahme der katholischen Bevölkerung, sodass im 20. Jahrhundert der Wunsch nach einer eigenen Pfarrkirche aufkam. Am 13. Juli 1947 wurde von 72 Kirchbürgern der Kirchbauverein Münchwilen gegründet. Nach einer Zeit der Geldbeschaffung und des Erwerbs verschiedener Baugrundstücke konnte 1961 das Land für den Bau der Kirche gekauft werden. Mit der Kirchweihe am 24. März 1968 wurde auch die Pfarrei St. Antonius Münchwilen errichtet und von der Pfarrei Sirnach losgelöst.
Die Pfarrei St. Antonius umfasst die Dörfer Münchwilen und St. Margarethen und zählt 2185 Katholiken (Stand 2016). In St. Margarethen gibt es eine mittelalterliche Kapelle, die der hl. Margaritha geweiht ist. Die Pfarrei Münchwilen gehört zur Kirchgemeinde Sirnach.

### Entstehungs- und Baugeschichte
Am 21. Mai 1962 bewilligte die Kirchgemeinde Sirnach den Kredit für einen Architekturwettbewerb. Aus 21 eingegangenen Entwürfen wurde am 4. Juli 1964 das Projekt von Karl Higi, Zürich, mit dem ersten Preis ausgezeichnet. Am 9. September 1965 bewilligten die Stimmbürger der Kirchgemeinde den Kredit für den Bau der Kirche, für die am Ostermontag, dem 11. April 1966, der erste Spatenstich erfolgte. Am 11. September 1966 weihte der bischöfliche Kommissar Johannes Haag den Grundstein der Kirche. Am 17. März 1967 konnte das Richtfest gefeiert werden, und am 24. März 1968 weihte der Altbischof von Basel, Franziskus von Streng, im Auftrag seines Nachfolgers Anton Hänggi die Kirche.

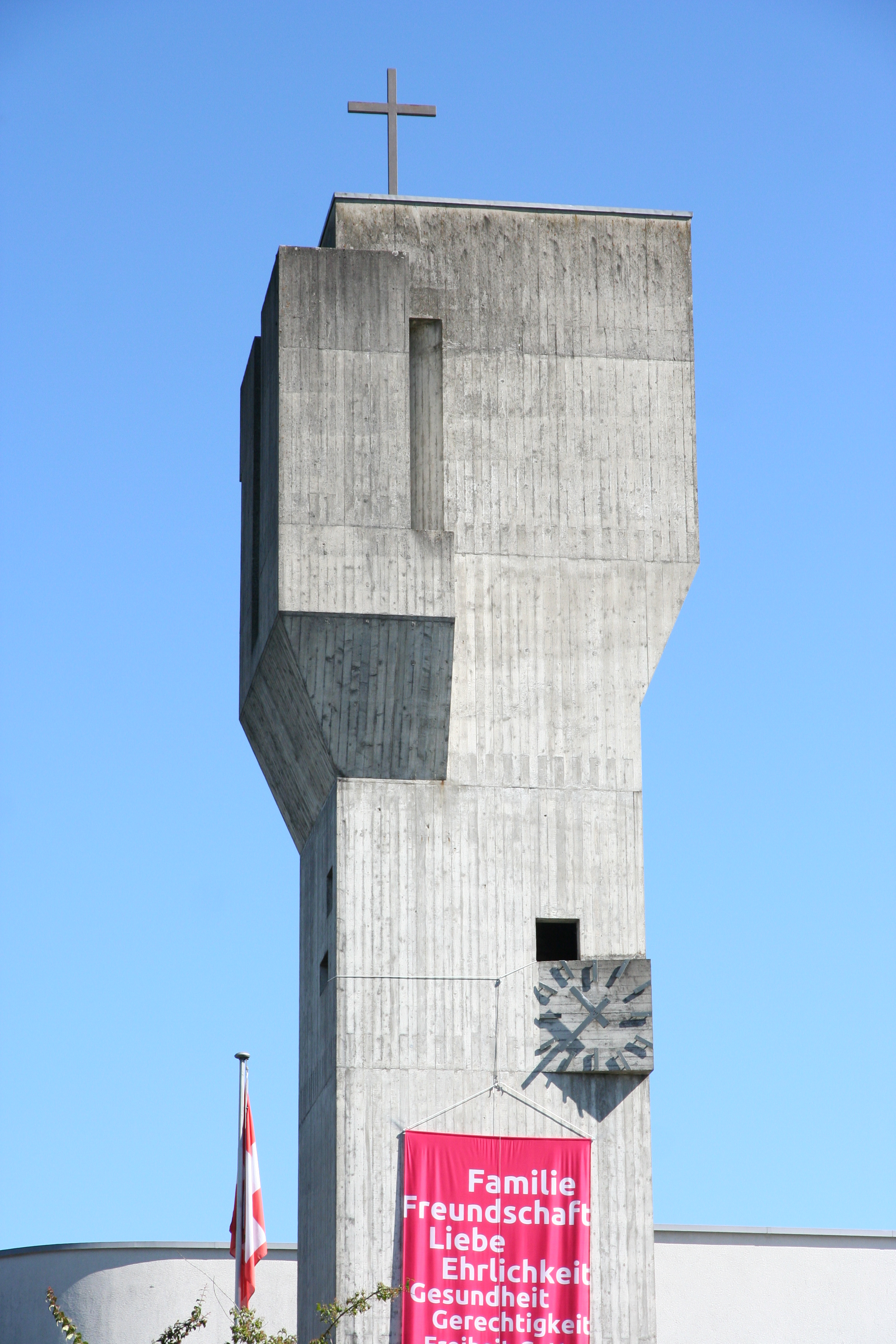
Der Kirchturm

## Baubeschreibung

### Kirchturm und Äusseres
Verschiedene Zugänge führen zur Kirche St. Antonius. Über niedere Stufen gelangt man von der Waldegg- und von der Weinfelderstrasse zum Kirchgebäude. Ebenerdig durch einen gedeckten Gang führt der Weg vom westlich der Kirche gelegenen Friedhof zum Hauptportal der Kirche. Im Untergeschoss der Kirche befindet sich das Pfarreizentrum. An die Kirche angebaut ist das Sekretariat mitsamt Sakristei, und das Pfarrhaus ist mit der Kirche über einen gedeckten Gang verbunden. Markant erhebt sich über dem Gebäude der unverputzte Betonturm, an dem eine Uhr angebracht ist und in dem Schalllöcher den Klang der Glocken in alle Richtungen ermöglichen.
Der Turm besitzt ein fünfstimmiges Geläut, das am 3. September 1966 in der Glockengiesserei Emil Eschmann, Rickenbach, gegossen wurde. Am 7. Oktober 1967 kamen die Glocken nach Münchwilen und wurden am folgenden Tag vom Domherr Alois Roveda geweiht. Die Schuljugend aus Münchwilen und St. Margarethen zog die fünf Glocken am 9. Oktober in den Turm auf. In der Neujahrsnacht 1968 läuteten die fünf Glocken erstmals. Die Tonfolge der fünf Glocken ergibt das Motiv Salve Regina mit verdoppeltem Grundton:

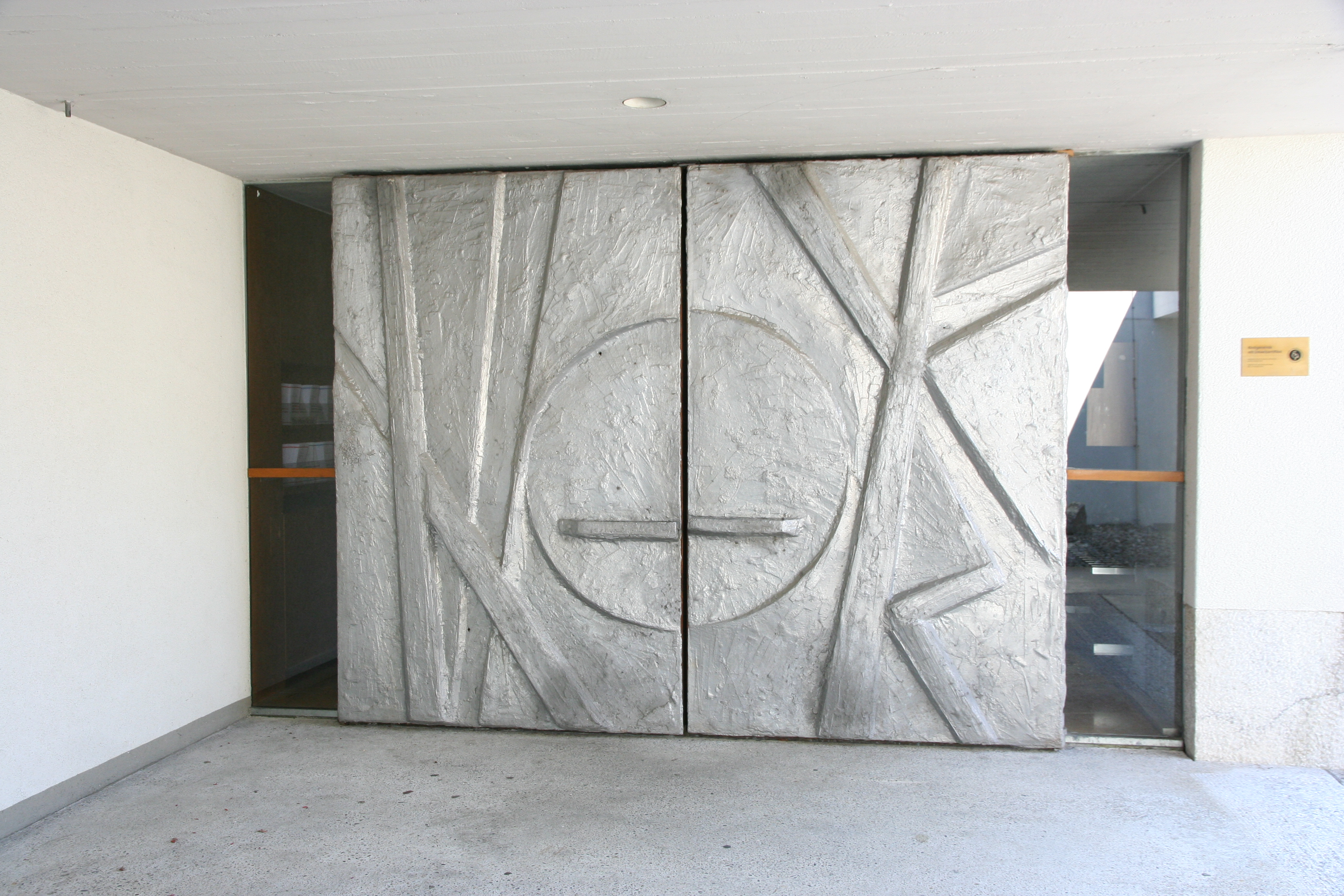
Eingangsportal

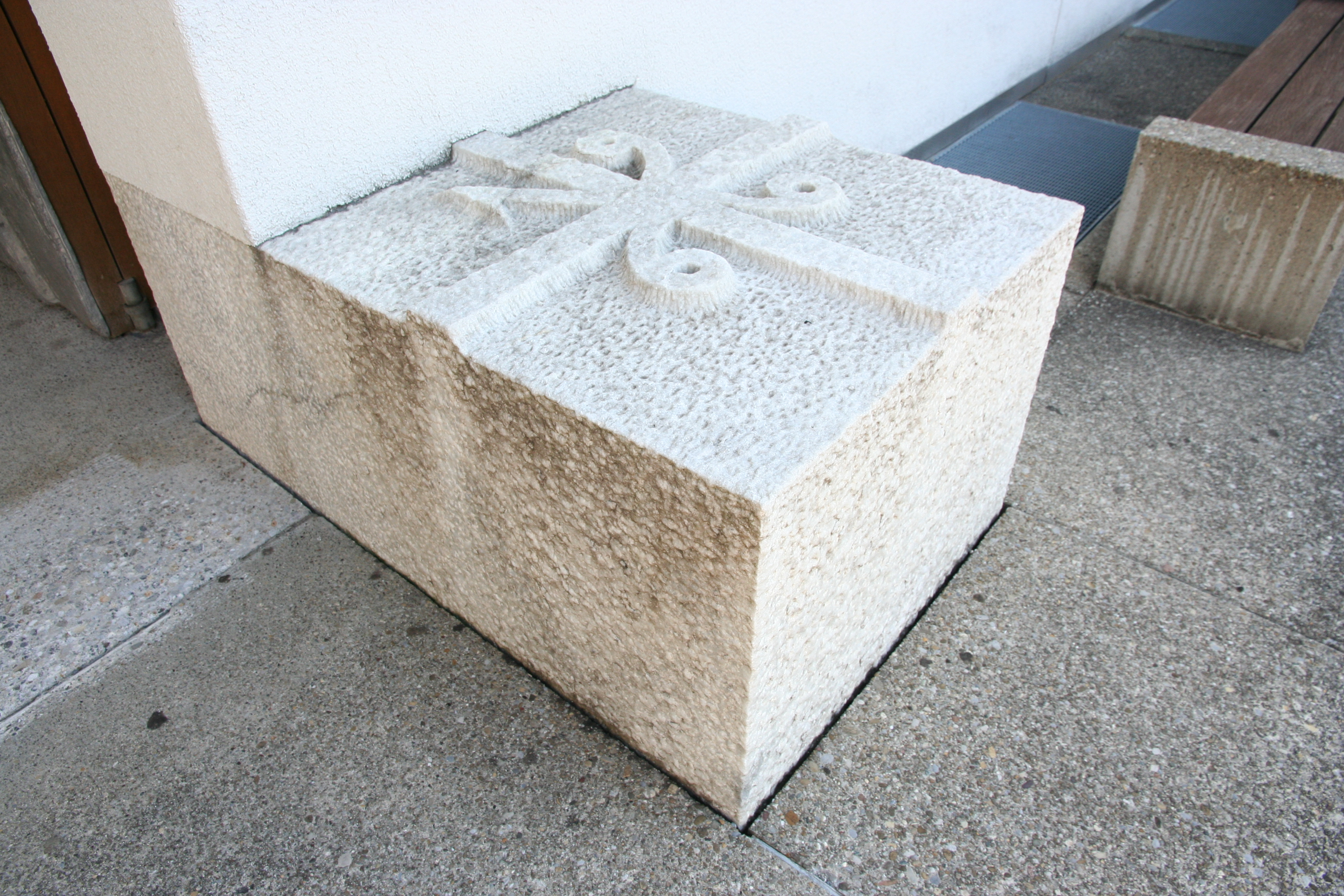
Grundstein

| Nummer | Ton | Gewicht | Widmung                | Inschrift |
| ------ | --- | ------- | ---------------------- | --- |
| 1      | c′  | 2100 kg | Dreifaltigkeit         | «Die Gnade des Herrn Jesus Christus, die Liebe Gottes und die Gemeinschaft des Heiligen Geistes sei mit euch allen.» (2 Kor 13,13) |
| 2      | es′ | 1250 kg | Christkönig            | «Jede Zunge bekenne zur Ehre Gottes des Vaters: Jesus Christus ist der Herr.» (Phil 2, 11)                                         |
| 3      | g′  | 650 kg  | Gottesmutter Maria     | «Sei gegrüsst, Begnadete! Der Herr ist mit dir.» (Lk 1, 28)                                                                        |
| 4      | b′  | 370 kg  | hl. Antonius von Padua | «Ich habe den guten Kampf gekämpft, den Lauf vollendet, den Glauben bewahrt.» (2 Tim 4, 7)                                         |
| 5      | c′′ | 270 kg  | Fürbitt-Glocke         | «Dass alle eins seien, wie du, Vater, in mir bist und ich in dir.» (Joh 17,21)                                                     |

### Innenraum und künstlerische Ausstattung
Architekt Karl Higi schreibt über die Kirche St. Anton: «Die Formung der Antoniuskirche erfolgte ganz von innen heraus. Die Sammlung der Gemeinde um den Altartisch und den Verkündigungsort gibt die Grundgestalt […] Das über dieser Grundform schwebende Lichtband gewährt blendungsfreies Licht. So ist die äussere Erscheinung allein das Abbild des innern Prinzips […] Leitbild war, einen im menschlichen Mass begründeten, heiteren und festlichen Raum zu gestalten.»
Der Innenraum der Kirche wird bestimmt vom Blick auf den Altarraum, auf den hin die Kirchenbänke in einem Halbkreis aufgestellt sind. Die Wände der Kirche sind in eckigen und abgerundeten Wandsegmenten polygonal um den Gottesdienstraum gestaffelt. Markant ist die Dachkonstruktion, dank der das Betondach scheinbar frei über dem Kirchenraum schwebt. Fünf Pfeiler tragen die Konstruktion und leiten mit ihrer blauen Farbgebung zum Dach über, das in verschiedenen Blautönen in freien geometrischen Formen gestaltet ist. Die Deckenmalereien und die Fensterverkleidung stammen von Paul Stöckli, Stans. Die Chorraumgestaltung erfolgte durch Piero Selmoni, Bellinzona. Die beiden Kirchenportale entwarf Angelika Nauer, Freienbach; Ferdinand Hasler, Altstätten, fertigte die Portale an. Von ihm stammen auch das Vortragskreuz, die Kerzenstöcke sowie der Tabernakel. Der ursprünglich weiss gehaltene Raum wurde im Lauf der Zeit nach dem Vorbild der Kirche von Taizé umgestaltet: Wie in Taizé dienen aufeinander montierte Röhren als Kerzenträger, die den Altar umgeben. An der Chorwand sind orange Stoffbahnen angebracht, die die warme Farbgebung der brennenden Kerzen verstärken. In der Anbetungskapelle lädt ein Anbetungstabernakel zur Meditation ein.

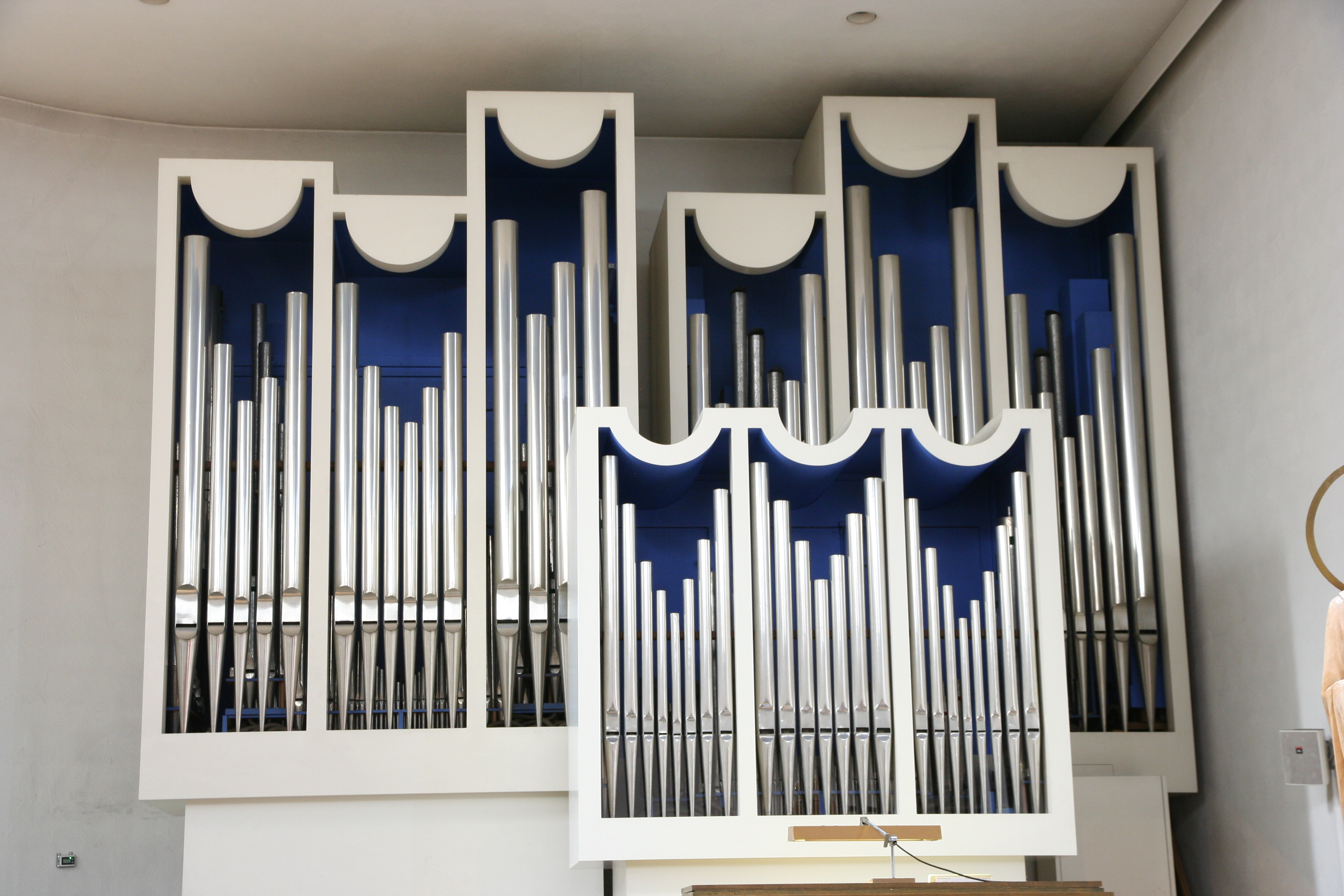
Späth-Orgel von 1973

### Orgel
Das Instrument wurde 1973 durch Orgelbau Späth, Rapperswil, errichtet. Die Orgel verfügt über zwei Manuale und Pedal, 20 klingende Register und sie hat 1300 Pfeifen. Die Spieltraktur und die Registertraktur sind mechanisch.
| I Hauptwerk C– |              |                |
| 1.             | Praestant    | 8′             |
| 2.             | Nachthorn    | 8′             |
| 3.             | Octav        | 4′             |
| 4.             | Holzgedeckt  | 4′             |
| 5.             | Oktave       | 2′             |
| 6.             | Sesquialtera | 2 ⁄3′ + 1 3⁄5′ |
| 7.             | Mixtur IV–V  | 1 ⁄3′          |
| 8.             | Helltrompete | 8′             |

| II Positiv C– |               |       |
| 9.            | Rohrgedeckt   | 8′    |
| 10.           | Salicional    | 8′    |
| 11.           | Praestant     | 4′    |
| 12.           | Blockflöte    | 4′    |
| 13.           | Spitzflöte    | 2′    |
| 14.           | Gemsquinte    | 1 ⁄3′ |
| 15.           | Scharf III–IV | 1′    |
|               | Tremulant     |       |

| Pedalwerk C– |           |     |
| 16.          | Subbass   | 16′ |
| 17.          | Flötbass  | 8′  |
| 18.          | Dolcan    | 4′  |
| 19.          | Rohrflöte | 2′  |
| 20.          | Fagott    | 16′ |

- Koppeln: II/I, I/P, II/P
- Spielhilfe: Pleno-Tritt